# Paul Lindner
Paul Lindner (24 de abril de 1861 em Nysa - 1945 em Freiburg im Breisgau) foi um microbiólogo alemão que se dedicou ao estudo dos processos de fermentação relacionados com a alimentação - particularmente bebidas alcoólicas como a cerveja, pulque e pombe - e dos micro-organismos envolvidos.
Após os seus estudos que concluiu em 1887, tornou-se Professor no Institut für Gärungsgewerbe und Stärkefabrikation na  Universidade Agrícola de Berlim. Mais tarde viveu sucessivamente em Halle, Estrasburgo e Freiburg im Breisgau, onde morreu em 1945.
Lindner foi o primeiro a descrever a levedura de fissão Schizosaccharomyces pombe bem como as bactérias Pediococcus acidilactici, Sarcina maxima e Zymomonas mobilis (como Thermobacterium mobile).

## Obras
Salvo indicação contrária, do catálogo da Biblioteca Nacional da Alemanha
- Über ein neues in Malzmaischen vorkommendes, milchsäurebildendes Ferment. Wochenschrift fur Brauerei, 1887, 4, 437-440.[4]
- Die Sarcina Organismen der Gärungsgewerben. Inaugural Dissertation, Friedrich-Wilhelms Universitat, 1888, pp. 1-59. [5]
- Schizosaccharomyces pombe nova species. Wochenschrift für Brauerei, Nr. 10, 1893, S. 1298[8]
- Atlas der mikroskopischen Grundlagen der Gärungskunde mit bes. Berücks. d. biolog. Betriebs-Kontrolle. Berlin : P. Parey
- (mit Hans von Euler) Chemie der Hefe und der alkoholischen Gärung. Leipzig : Akad. Verlagsges., 1915
- Goldene Regeln der Reinlichkeit für den Brauereibetrieb. Berlin : Institut f. Gärungsgewerbe, 1916, 2. verb. Aufl.
- Beiträge zur Naturgeschichte der alkoholischen Gärung. Berlin : Francken & Lang, 1920
- Photographie ohne Kamera. Berlin : Union, 1920
- Entdeckte Verborgenheiten aus dem Alltagsgetriebe des Mikrokosmos. Berlin : Parey, 1923
- Eine Gärungsbakterie aus der Milch der „grünen Kühe“ und ihre Verwertbarkeit in der Milchwirtschaft, in: Paul Funke, der Mann und sein Werk. Festschrift zur Feier d. 25jähr. Geschäftsjubiläums / Unter Mitw. von ... Hrsg. von Kurt Teichert (Kempten im Allgäu : Süddt. Molkerei-Ztg)
- Alkohol in der Natur. Hannover : Norddeutsches Druck- u. Verlagshaus, 1927
- Gärungsstudien über Pulque in Mexiko. Bericht des Westpreussischen Botanisch-Zoologischen Vereins, 50 (Jubiläum N°.,), 1928, pp. 253-255[6]
- Mikroskopische und biologische Betriebskontrolle in den Gärungsgewerben, mit bes. Berücks. d. Brauerei, zugl. e. Einf. in d. techn. Biologie, Hefenreinkultur, Infektionslehre u. allg. Gärungskunde. Berlin : P. Parey, 1930, 6., neubearb. Aufl.